# La Serra (Vilarrodona)
La Serra era una aldea del municipio español de Vilarrodona, perteneciente a la provincia de Tarragona, en la comunidad autónoma de Cataluña.

## Historia
A mediados del siglo XIX, la aldea, perteneciente al ayuntamiento de Vilarrodona, tenía contabilizada una población de 48 habitantes. Aparece descrita en el decimocuarto volumen del Diccionario geográfico-estadístico-histórico de España y sus posesiones de Ultramar de Pascual Madoz de la siguiente manera:

SERRA (la): ald. en la prov. de Tarragona (5 horas), part. jud. de Valls (2), aud. terr., c. g. y dióc. de Barcelona (18), ayunt. de Vilarrodona (1/2). sit. en llano, con buena ventilacion y clima saludable. Tiene 8 casas, y sus vec. dependen en la parte espiritual de la parr. de Vilarrodona, con cuyo térm. confina el de esta ald. por N. y E.; S. Brafim, y O. Alió; en él se encuentran las ruinas de un ant. conv. de jesuitas, entre las cuales se conserva el portal que se conoce era de la igl. El terreno es de mediana calidad; la parte montuosa contiene pinos y mata baja, y la llana recibe algun regadío con las aguas del r. Gayá. Los caminos son locales, de herradura, y se hallan en mal estado. prod.: vino, aceite, trigo y legumbres; cria caza de perdices, liebres y conejos. ind.: un molino de papel de estraza. pobl.: 6 vec., 48 alm. cap. prod.: 465,049 rs. imp.: 13,951.
(Madoz, 1849, p. 200)